# Riesa-Großenhain
Riesa-Großenhain é um distrito (kreis ou landkreis) da Alemanha localizado na região de Dresden, no estado da Saxônia.